# Vologdské máslo
Vologdské či Vologodské máslo je máslo vyráběné ve Vologdské oblasti v Rusku, které se pro svou jedinečnou chuť i vůni stalo legendárním pojmem ruské kuchyně. Je vyráběno na základě originální receptury z druhé poloviny 19. století ze smetany vybraných vlastností.

## Historie

### Do rolnické reformy 1861

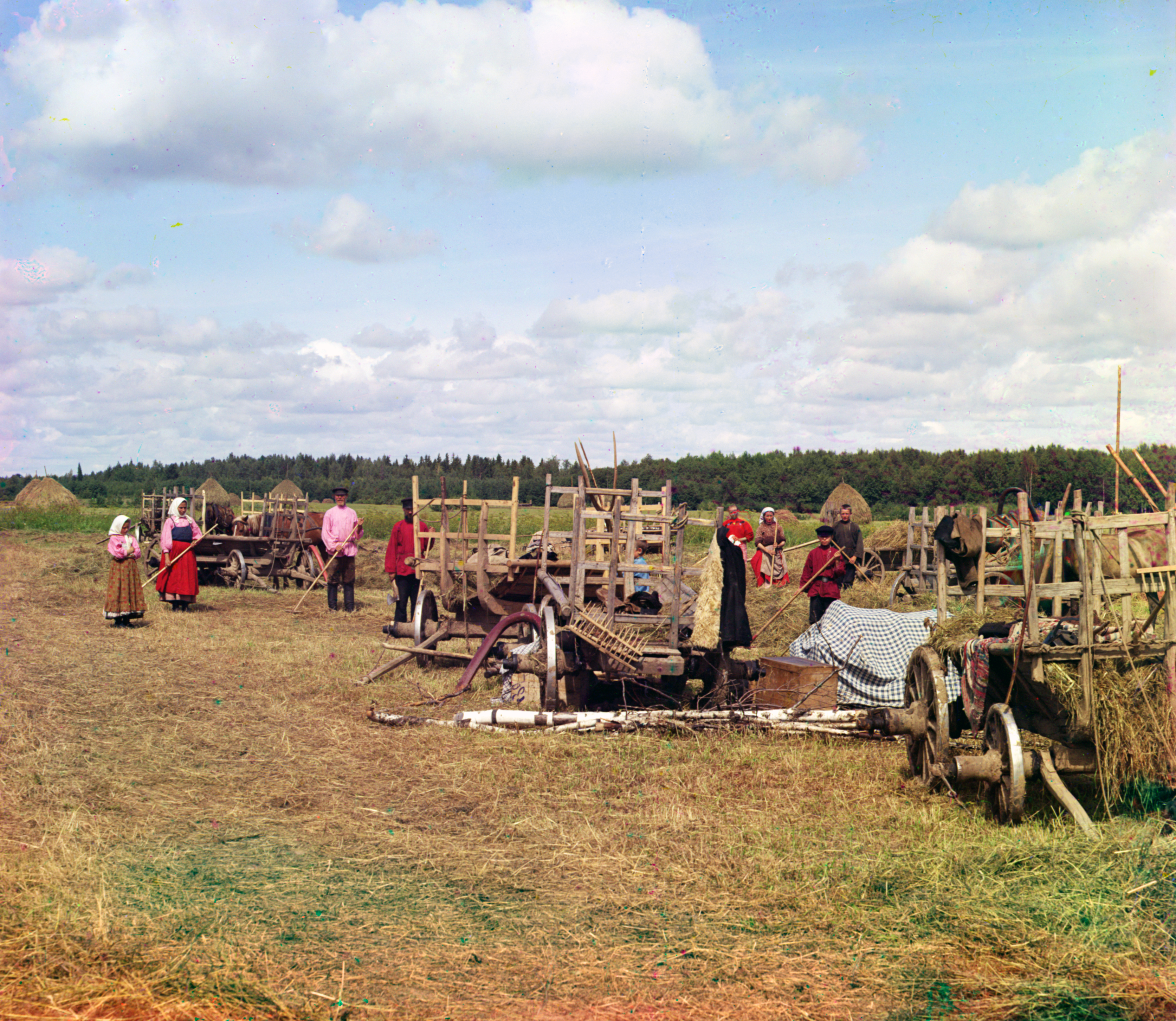
Sergej Prokudin Gorskij (1863–1944) Přestávka při senoseči

Ve feudální společnosti ruského severu existovalo pouze existenční zemědělské hospodářství. V oblastech s nedostatečnou sítí cest nebylo možné případné přebytky plánovaně využít prodejem. Pouze nahodilý kontakt s obchodníkem umožňoval v ojedinělých případech prodat na trzích v Jaroslavli či v Nižním Novgorodu především solené přepuštěné máslo. Skot byl chován při nedostatečné výživě a ve vlhkých a studených stodolách. Otelené krávy si obyvatelé často brali v zimě do chalup, aby tele mělo při silných venkovních mrazech větší možnost přežití. Dojivost se pohybovala mezi 600 – 900 l ročně. Doba pastvy na nekultivovaných pastvinách se pohybovala mezi 110 – 140 dny. O rentabilnosti chovu mléčného skotu se vedly spory až do poloviny 19. století. Zemědělské vědomosti se v jednotlivých oblastech Ruského impéria lišily podle osvícenosti příslušných majitelů půdy. Zatímco Volynští Čechové se při hnojení chlévským hnojem setkávali s nedůvěrou a posměchem místních obyvatel, kteří věřili, že sklizeň bude cítit po hnoji, hlavním produktem chovu hovězího dobytka ve Vologdské gubernii byl hnůj pro nepříliš významnou obilní výměru.
První továrnu na výrobu sýrů podle švýcarského vzoru nechal vybudovat v Tverské gubernii kníže Meserskij v roce 1795. Povědomí o průmyslovém zpracování mléka se začalo pomalu šířit směrem k Jaroslavli i směrem k Vladimiru. Když se po spojení řeky Šeksna se Severní Dvinou v roce 1829 stala centrem mezinárodního obchodu po stoleté přestávce opět Vologda, dosáhl rozvoj komerčního mlékárenství i pastvin na jihozápadě gubernie. Městské obyvatelstvo v kraji však tvořilo pouze 6% populace, takže místní odbyt mléčných přebytků doposud nebyl dostatečně významný. Do doby tovární výroby sýrů se tak na trhy dostávalo v omezené míře pouze přepouštěné máslo, známé jako ruské ghí. V celoruském měřítku nabyl vývoz ghí do Turecka významných hodnot, ale na rozvoj chovu mléčného skotu v okolí Vologdy vliv neměl.
V roce 1852 se na seznamu vyvážených produktů poprvé objevuje sýr, ale obrovský rozvoj průmyslového zpracování mléka v Rusku nastává až v šedesátých letech 19. století v souvislosti se zrušením nevolnictví a rozhodnutím dvou spolužáků z vojenské akademie, Nikolaje Vasiljeviče Věrješčagina a Vladimíra Ivanoviče Blandova, vzdát se vojenské kariéry.

### Do začátku 20. století

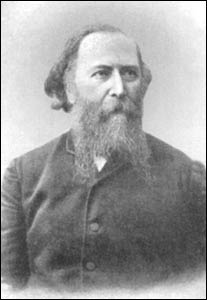
Nikolaj Vasiljevič Věreščagin

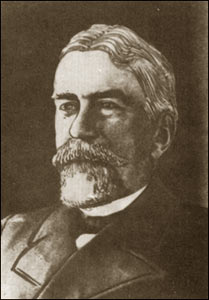
Vladimír Ivanovič Blandov

Nikolaj Vasiljevič Věreščagin se narodil v roce 1837 jako první z celkem čtyř bratrů v rodině šlechtického majitele půdy v Čerepovci. V deseti letech byl zapsán do kadetní školy v Moskvě. Studium probíhalo s možností výběru doplňkových předmětů. Nikolaj si zvolil chemii a stal se nadšeným posluchačem mladého Dmitrije Ivanoviče Mendělejeva. Později se v Petrohradu setkal s bývalým spolužákem z kadetky Vladimírem Ivanovičem Blandovem. Spolu se rozhodli opustit vojenskou námořní kariéru a odjeli do Francie a Švýcarska studovat výrobu sýrů. Po návratu do Ruska vybudovali v obci Otrokoviči na břehu Volhy První rolnickou družstevní továrnu na sýry a v roce 1868 v obci Jedimonovo první modelovou výukovou farmu mléčného skotu. V roce 1870 v Tverské gubernii již pracovalo 11 družstev. Věreščagin uskutečnil obrovské množství experimentů a mezi nejúspěšnější patřilo zchlazení zdrojové smetany pro výrobu másla na teplotu pod bodem varu. Výsledkem byla příjemná neobvyklá vůně a jemná oříšková příchuť. Tyto vlastnosti Věrješčaginovi připomněly máslo z Normandie z ochutnávky na světové výstavě v Paříži v roce 1870. Po stabilizaci technologie nazval svůj objev Pařížské máslo právě pod dojmem vzpomínky na pařížskou výstavu. A na Pařížské výstavě v roce 1878 získalo ruské Pařížské máslo cenu Grand prix a v zahraničí se úspěšně prodávalo pod názvem Petrohradské máslo či máslo Petrohrad.  
Vladimír Ivanovič Blandov začal budovat na březích horní Volhy síť družstevních sýráren směrem po proudu řeky od Tveru po Rybinsk. Všechny farmy existovaly jako dceřiné společnosti modelové farmy v Jedimonovu. Na počátku 90. let 19. století vlastnil 25 továren na výrobu sýru v šesti guberniích. Organizoval transporty samostatných vlaků s charakteristickým bílým nátěrem s tepelně izolovanými zásobníky ledu. Transporty navázané na mořskou dopravu zajišťovaly kromě jiného i plnění smluvních dodávek Vologdského másla především do Anglie. Na Všeruské průmyslové a umělecké výstavě, která se konala v létě 1882 v Moskvě mlékárenské oddělení prezentovalo 900 exponátů!

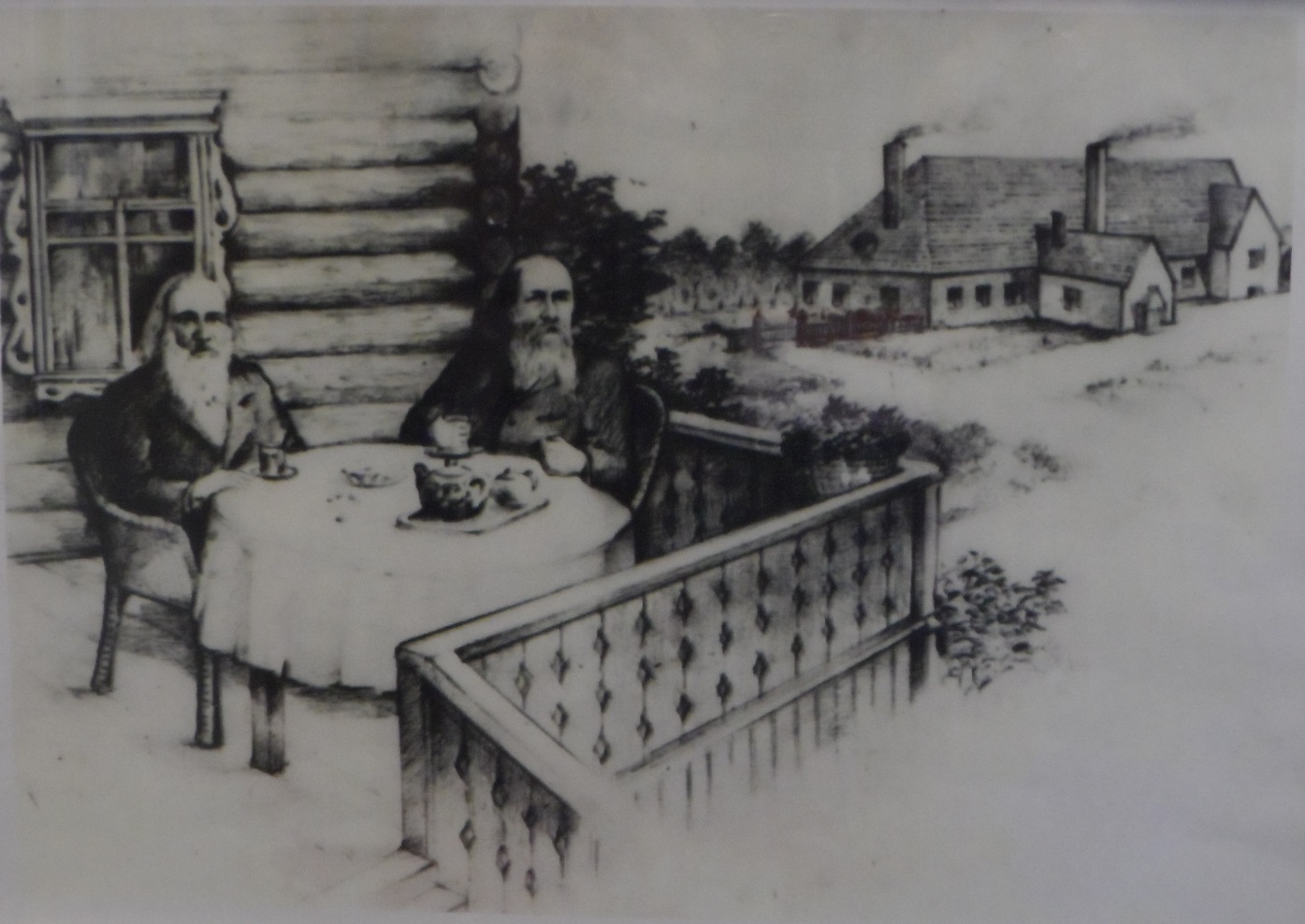
N. V. Věreščagin a D. I. Mendělejev v Jedimonovu (kresba V. I. Blandov)

Velikým nadšencem pro přeměnu ruských luk do produktů nejen základní obživy ale i rostoucího vývozu byl i slovutný Dmitrij Ivanovič Mendělejev. Stal se přítelem Věrješčaginovým a nadšeným propagátorem jeho cílů. Sám často vzpomínal na studenta v námořnické uniformě. Silou své osobnosti významně přispěl k povýšení projektu mezi předměty nejvyššího národního zájmu. Díky jeho věhlasu se podařilo prosadit uvolnění státních financí pro řešení zadluženosti drobných zemědělců a díky jeho věhlasu byly zajištěny výhodné státní úvěry pro rozvoj mlékárenství na horní Volze i v Západní Sibiři. Mendělejev též stál i u zrodu konstrukce chladírenských vagónů.
O jeho nadšení pro technologii zpracování mléka i pro usilovnou vzdělávací práci N. V. Věreščagina svědčí jeho chování po objevu Periodického zákona. Tehdy upřednostnil návštěvu mlékáren severních provincií před osobní účastí na zasedání Ruské chemické společnosti v Petrohradě a přednáškou o nedávno objeveném zákonu pověřil jednatele společnosti Nikolaje Menšutkina. Ve dnech zasedání prestižní chemické společnosti, jejímž hlavním tématem byl objev periodického systému prvků, dojil sám Mendělějev na farmě v Jedimonovu dojnici Ňáňku a z jejího mléka pak vyráběl smetanu a stloukal máslo. Po návštěvě všech provozoven s velkou úctou poznamenal, že téměř ve všech továrnách na výrobu sýrů pracují studenti N. V. Věreščagina.
Nejenže podporoval samotné technologické aktivity mlékárenských projektů, ale také se stal horlivým zastáncem místních plemen hospodářských zvířat, jejich výběrem, šlechtěním a zlepšováním krmení a ustájení.

### Do konce 20. století

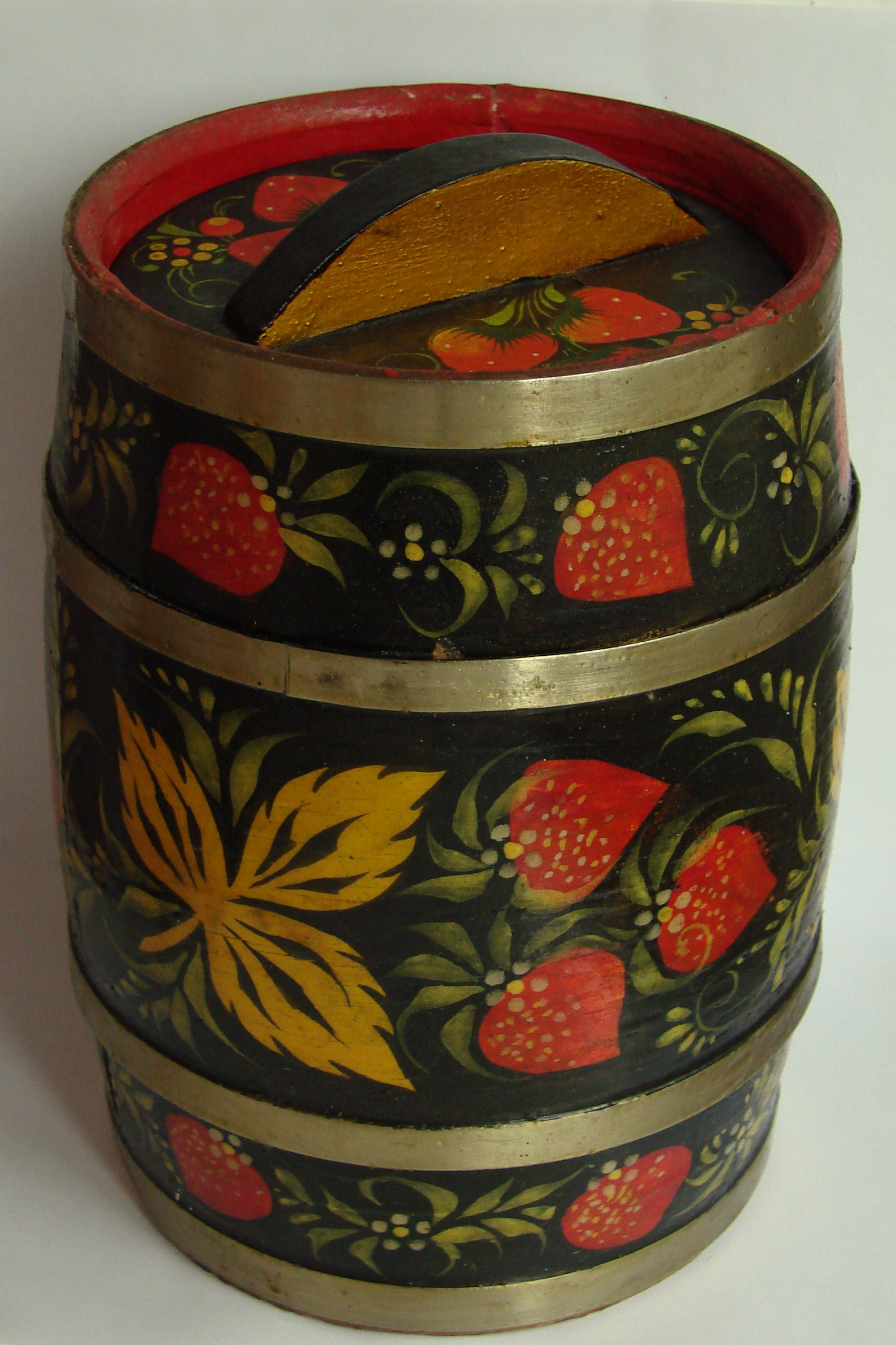
1000 g balení

Dlouho připravovaná rolnická reforma nepřinesla očekávané úspěchy ihned. Nevolník se po svém vyvázání z feudálního poddanství sice mohl volně pohybovat, ale bez prostředků. Obyvatelstvo (často málo gramotné) nedokázalo správně platit daně. Na začátku dvacátého století pak došlo ke krizi družstevního podnikání, vyvolané především celoplošnou dluhovou pastí obyvatel. Ve sféře mlékárenské však dokázali zakladatelé oboru vyvolat tlaky na carskou vládu, jejímž výsledkem bylo prominutí půjček. Všechny tři nejvýznamnější osobnosti mléčného průmyslu zemřely v letech 1906 až 1907, v době, kdy se krizi podařilo překonat. Většina družstev disponovala potřebným počtem kusů dobytka pro dostatečnou tvorbu přebytků a do sféry nastoupila generace, která již vyrostla v kapitalistickém systému. Dmitrij Ivanovič Mendělejev byl ruský vlastenec, nepochybující o úspěšném rozvoji ruského národa, Vladimír Blandov zastupoval skupinu velkorysých podnikatelů, zakládající svůj vlastní úspěch na úspěchu menších dodavatelů a Nikolaj Věrješčagin jako přesvědčený Narodnik věřil v rozvoj agrárního socialismu. Nikdo z nich si však nedokázal představit změny, které ruskou společnost čekaly.
V roce 1882 na výstavě v Moskvě bylo předvedeno 900 druhů mléčných výrobků. O čtyřicet let později se toto číslo snížilo na několik málo desítek, a to ještě při nedostatečném zásobování.
Blandovova továrna byla v roce 1926 přebudována na výrobu sojového mléka a od roku 1936 nesla název Moskevská továrna na výrobu sóji č. 3.
Institut v Jedimonovu zůstal po celé sovětské období světově uznávaným vědeckým střediskem. Pařížské máslo bylo od roku 1936 vyráběno a distribuováno pod názvem Vologdské máslo. Hlavním cílem sovětské vlády však byl vývoj kondenzovaného a sušeného mléka a továrna v Jedimonovu během Velké vlastenecké války dokázala své závazky plnit každý den.
Po válce došlo opět ke zvýšení zájmu o lahůdkový výrobek. Výrobce čekal především výzkum v oblasti vlivu nového krmného způsobu na kvalitu másla. Ještě v 19. století bylo vyřešeno sezónní zohlednění ve formě letního a zimního režimu výroby. Nejlepší pastviny v povodí horní Volhy, především oblast mezi řekou Šeksnou a Mologou, kde se seno sklízelo 3 x do roka, zmizelo pod hladinou Rybinské přehradní nádrže. V padesátých letech bylo třeba zjistit vlivy moderních krmných směsí, především kukuřičné siláže. Výstupem z výzkumu byla optimalizace krmných směsí pro zimní období, v letním období stále převládla pastva. Kvalitu Vologdského másla se podařilo zajistit i při nových krmných režimech po celý rok.

## Výroba, fyzikálně-chemická a senzorická charakteristika
Obecně s postupujícím vývojem chemické analýzy se vyvíjel i způsob technické standardizace výrobku, jehož hlavní kvalita je dána smyslovým vnímáním. Do roku 2010 se Vologdské máslo samostatně vyčleňovalo v normě GOST 37-91 Kravské máslo – technické podmínky. Na trhu se toto máslo výrazně liší cenou a po přechodu plánovaného hospodářství do tržního prostředí vyvstala potřeba účinné ochrany značky. Obecné vlastnosti másla popisuje norma GOST 32261-2013 Máslo – technické podmínky a požadavky na Vologdské máslo popisuje dokument  ТU 9221-001-54002969-2009 – Vologodské máslo. Výzkumný ústav mlékárenství v Ugliči stanovil dvacetičlennou skupinu senzorických posuzovatelů (ochutnávačů másla) a stanovil způsob jejich akreditace. Přesto se, stejně jako v ostatních případech v potravinářské sféře na celém světě, nepodařilo dokonalý a nenapadnutelný technický standard vytvořit.
Navíc zatímco zpochybňující článek proběhne v tisku nebo na sociálních sítích během několika dní, trvá měsíce, než se podaří zpochybnění vyvrátit. Jediným účinným způsobem ochrany tak zůstalo zavedení zeměpisné identifikace s přesným výčtem provozů z roku 2003. Jedině se zeměpisnou ochranou se identita věhlasného výrobku dostatečně stabilizovala. Jakékoli výrobky mimo uznané provozy jsou padělkem.

## Současnost a budoucnost
Do 21. století vstoupil mléčný výrobek zvaný Vologdské máslo jako tradiční součást ruské národní kuchyně vedle takových pojmů jako Tulský perník, žlutý sýr z Kostromy nebo Kirilovské ryzce. Mléčná výroba v oblasti Vologda koexistuje ve strategickém partnerství s nadnárodním koncernem Danone. Mění se pořadí světových výrobců másla, na asijských trzích dochází ke vzrůstu zájmu o máslo obecně.

Zájem o tradiční výrobek v ruské společnosti narůstá, výskyt v regálech obchodních domů mírně klesá. 

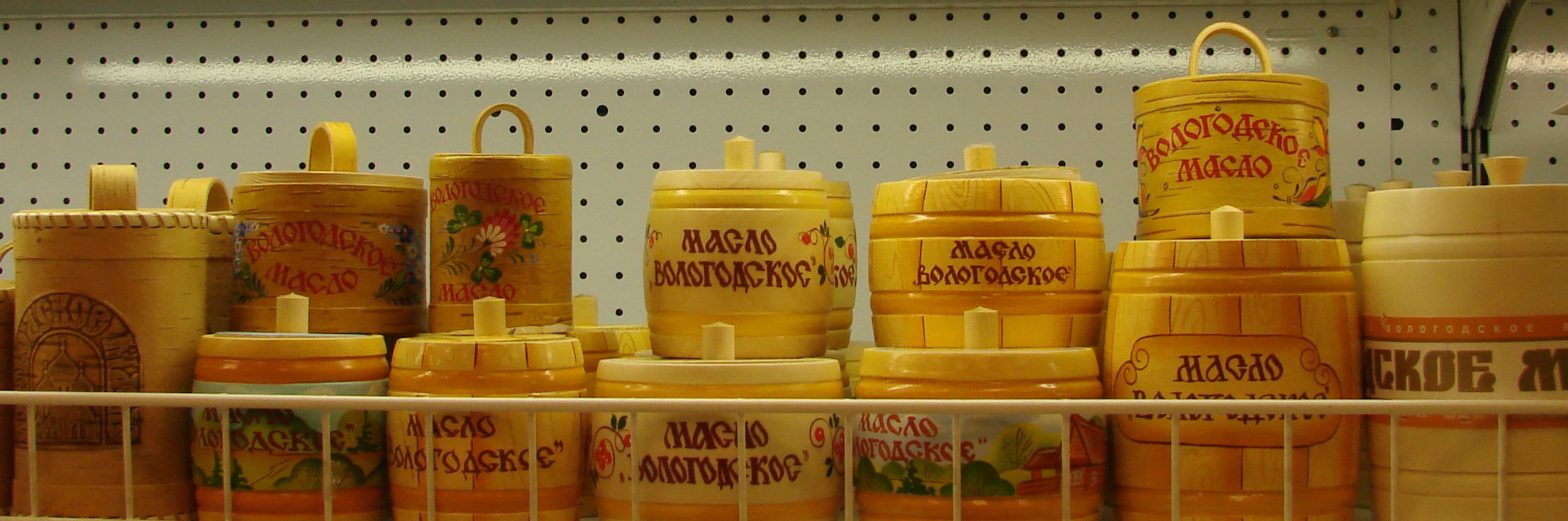
Plná nabídka Vologdského másla